# Ci vuole un fisico bestiale
Ci vuole un fisico bestiale prodotto da Mauro Malavasi che cura gli arrangiamenti. è un singolo del cantautore italiano Luca Carboni, pubblicato nel dicembre 1991 come primo estratto dal quinto album in studio Carboni.

## Descrizione
Interamente scritto da Carboni, il brano venne presentato in anteprima durante l'ultima puntata della trasmissione televisiva Fantastico 12, condotta da Johnny Dorelli e Raffaella Carrà.
Viene inserito nella raccolta Il tempo dell'amore del 1999, in una versione live negli album Diario Carboni del 1993 e Live del 2003. Nel 2008 Luca Carboni registra la canzone a cappella in duetto con i Neri per Caso e viene inserita nell'album del gruppo campano Angoli diversi. Nel 2013 registra la canzone in duetto con Jovanotti e viene inserita nell'album raccolta Fisico & politico.
Il 21 ottobre 2019 Luca Carboni ha pubblicato una versione alternativa del brano insieme a un gruppo di cinque cardiologi musicisti da lui selezionati per la campagna Il battito del cuore della Bayer per sensibilizzare la popolazione sull'importanza della prevenzione per ridurre il rischio delle malattie cardiovascolari.

## Video musicale
Il videoclip è stato diretto dal regista Ambrogio Lo Giudice.

## Tracce
Lato A
1. Ci vuole un fisico bestiale (Minimal version)
2. Ci vuole un fisico bestiale (Cool version)

Lato B
1. Mare mare
2. Ci vuole un fisico bestiale (Instrumental)

## Formazione
- Luca Carboni – voce, tastiera
- Mauro Malavasi – sintetizzatore, cori, tastiera, programmazione, ritmica
- Mauro Gardella – chitarra elettrica
- Luca Malaguti – basso
- Mauro Patelli – chitarra elettrica
- Antonello giorgi - batteria

Produzione
- Mauro Malavasi – produzione, missaggio, mastering

## Riedizione del 2013
Nel 2013 il singolo è stato rivisitato da Carboni per la raccolta Fisico & politico in una nuova versione in duetto con Jovanotti.
Il 6 giugno 2014 il brano è stato pubblicato come quarto singolo dall'album.

### Formazione
- Luca Carboni – voce
- Jovanotti – voce
- Michael Landau – chitarra
- Reggie Hamilton – basso
- Alex Alessandroni Jr. – pianoforte, Fender Rhodes
- Christian "Noochie" Rigano – tastiera
- Michele Canova Iorfida – sintetizzatore
- Gary Novak – batteria
- Marco Tamburini – tromba

### Classifiche
| Classifica (2014) | Posizione massima |
| ----------------- | ----------------- |
| Italia            | 67                |